# سیریوس بلک
سیریوس بلک، شخصیتی تخیلی در مجموعه داستان‌های هری پاتر نوشتهٔ جی کی رولینگ است.
در فیلم‌های هری پاتر، گری اولدمن نقش او را ایفا کرد.

## زندگی‌نامه
سیریوس بلک، زادهٔ ۳ نوامبر ۱۹۵۹، فرزند ولبورگ و اریون بلک و برادر بزرگ ریگولس بلک است. اولین اشاره به وی به‌طور مختصر در هری پاتر و سنگ جادو بود که به عنوان کسی بود که موتور پرنده را درست بعد از اینکه لرد ولدمورت از بین رفت به هاگرید داد.

### شخصیت
او در هری پاتر و زندانی آزکابان به عنوان یک زندانی فراری شناخته شد.

### خانواده و دوستان
در زمان داستان هری پاتر، سیریوس آخرین فرزند خانواده بلک است، والدین وی ولبورگ و اریون بلک نام وی را سیریوس نهادند که نام ستاره‌ای در آسمان است. این نام‌گذاری بر طبق سنت خانواده بلک برای نام‌گذاری فرزندان از نام صورت‌های فلکی و ستارگان است. نام‌های ریگولس، کیگانوس، اوریون و آرکتوروس نیز بر همین اساس انتخاب شده‌است.

سیریوس یک برادر کوچک به نام ریگولس، و سه دخترعمو به نام‌های بلاتریکس بلک، نارسیسا بلک، آندرومدا بلک دارد. نارسیسا و بلاتریکس نزد خانواده بلک عزیز بودند چون با خانواده‌های خون اصیل بیعت کرده و با مردان جادوگر ازدواج کردند، نارسیسا با مالفوی‌ها و بلاتریکس با لسترنج‌ها. در حالی که آندرومدا نزد آن‌ها بی‌اعتبار بود زیرا با مشنگ‌زاده‌ای به نام تد تانکس ازدواج کرد. برادر کوچک سیریوس، ریگولاس نیز به خاطر پیوستنش به گروه لرد ولدمورت یعنی مرگ‌خواران مورد تحسین قرار گرفت. سیریوس و آندرومدا به خاندان بلک شباهتی نداشتند. سیریوس از خانواده خود شرمسار بود و خود را بداقبال می‌دانست.
سیریوس با جیمز پاتر (پدر هری) صمیمی بود و با ریموس لوپین و پیتر پتی‌گرو نیز دوستی داشت.
در سن شانزده سالگی سیریوس از خانه گریخت تا با خانواده پاتر زندگی کند. این بی آبرویی برای خانواده بلک باعث شد که آن‌ها نام سیریوس را از شجره‌نامه خود خط بزنند. آلفارد بلک، برادر ولبورگ (مادر سیریوس)، با سیریوس همفکری کرد و او را با مقدار زیادی پول یاری داد. ولبورگ با فهمیدن این مسئله نام آلفارد را نیز از شجره‌نامه خانوادگی پاک کرد.

جیمز پاتر دوست صمیمی سیریوس با لی‌لی اوانز ازدواج کرد که در مراسم عروسی آن دو سیریوس بلک ساقدوششان بود. سیریوس بعدها به عنوان پدرخوانده هری پاتر، پسر جیمز انتخاب شد.∗

### حبس
پس از اینکه لرد ولدمورت به خانه لی‌لی و جیمز پاتر حمله کرد و آن دو را کشت، به هری، پسر آن دو حمله کرد اما طلسم او به ولدمورت بازگشت و ولدمورت از بین رفت. در این میان سیریوس از ماجرا با خبر شده و یک ساعت بعد خود را به خانه پاترها رساند. در آنجا به هاگرید برخورد و هاگرید به وی گفت که از طرف دامبلدور دستور دارد که هری را پیش او ببرد. سیریوس هری را به هاگرید داد و موتور پرندهٔ خویش را نیز به وی قرض داد، سپس در حالی که به سمت خانهٔ پاترها می‌رفت اندیشید که رازدار (کسی که راز مکان خانه را در دل خود حفظ می‌کند و هیچ‌کس تا موقعی که او راز را به فرد نگوید نمی‌تواند مکان را ببیند) پاترها یعنی پیتر پتی گرو آن‌ها را به ولدمورت فروخته است.
سیریوس به سراغ پیتر رفت و با او گلاویز شد. پیتر با جادو مشنگ‌ها را کشته و خود را به شکل موشی درآورد سپس انگشت خود را قطع کرد و به خانه یک خانوادهٔ جادوگر پناه برد. سیریوس به جرمی که پیتر انجام داده بود یعنی کشتن مشنگ‌ها و از بین بردن خود پیتر به زندان آزکابان افتاد.
سیریوس دوازده سال زندانی بود تا اینکه با دیدن یک روزنامه که عکس خانواده ویزلی را درحالی انداخته بود که پیتر هم با شمایل موش همراه آن‌ها بود از زندان فرار کرد و به محوطهٔ هاگوارتز رفت. وی بی‌گناهی خود را به هری پاتر و دو نفر از دوستانش (رون و هرماینی) ثابت کرد ولی با فرار کردن پیتر نتوانست خود را از گناهش تبرئه کند و از آنجا گریخت و سعی کرد از راه دور هری را یاری دهد.

### کشته شدن
سیریوس هرگز نتوانست بی‌گناهی خود را ثابت کند و به تا پایان عمر فراری ماند. سرانجام وی وقتی که در وزارت سحر و جادو با مرگ‌خواران درگیر شده بود توسط دختر خاله خود یعنی بلاتریکس لسترنج کشته شد. هری خواست انتقام پدرخوانده خود را بگیرد، اما ریموس لوپین، یکی از بهترین دوستان سیریوس،وهمچنین یکی از غارتگران(جیمز پاتر،سیریوس بلک،ریموس لوپین،پیتر پتی گرو)جلوی هری را گرفت.در حالی که خود بسیار غمگین بود و بدش نمی آمد انتقام سیریوس را بگیرد،اما باز هم معتقد بود هری نمی تواند در مقابل بلاتریکیس لسترنج زنده بماند‌.سرانجام،مالی ویزلی،انتقام سیریوس را گرفت و بلاتریکس لسترنج به دست او کشته شد.